# بيدزرد (بهمئي غرمسيري الجنوبي)
بیدزرد (بالفارسية: بیدزرد) هي قرية تقع في إيران في قسم بهمئي غرمسیري الجنوبي الريفي. يقدر عدد سكانها بـ 46 نسمة .